# Миневская
 Миневская — деревня в Котласском районе Архангельской области. Часть бывшего села Вотлажма. Входит в состав муниципального образования (сельского поселения) «Черемушское».

## Местоположение
Деревня находится рядом с отвороткой на Савватию.

## География
Водных объектов вблизи деревни нет. Близлежащие деревни: Башарово, Котельниково.

## Население
| 2002 | 2010 | 2012 |
| ---- | ---- | ---- |
| 0    | →0   | →0   |

В деревне остался один нежилой дом.

## Карты
- [mapp38.narod.ru/map1/index105.html Топографическая карта P-38-105,106. Котлас]